# Mauro Lustrinelli
Mauro Lustrinelli (Bellinzona, 26 februari 1976) is een voormalig Zwitsers voetballer. 
In het najaar van 2005 speelde hij met FC Thun in de UEFA Champions League. In het begin van februari 2006 verhuisde Lustrinelli naar het buitenland, naar Sparta Praag waar hij onder meer de beslissende goal maakte, waardoor AFC Ajax uitgeschakeld werd. In januari 2007 keerde Lustrinelli terug naar Zwitserland om te spelen voor FC Luzern. Sinds het seizoen 2008-09 staat hij onder contract bij de AC Bellinzona waar hij tot en met 2011 speelde. Na de degradatie van AC Bellinzona vertrok hij transfervrij naar FC Thun in de Axpo Super League.